# Bruno Auderset
Bruno Auderset (* 16. März 1927) ist ein Schweizer Journalist.

## Leben
Auderset begann seine berufliche Karriere in den 1950er Jahren als Journalist bei der Schweizerischen Depeschenagentur (SDA) in Bern, wo er von 1961 bis 1983 als Inlandchef wirkte.
Als Bundeshausjournalist verfolgte er Anfang der 60er Jahre das politische Geschehen im Bern. Später begleitete er als Chef der Inlandredaktion der SDA mehrere Bundesräte auf Auslandreisen und berichtete über deren Verhandlungen mit Staatsoberhäuptern.
Auderset stand bürgerlichen Parteien (FDP und BGB bzw. SVP) nahe.
Anfang der 1980er Jahre wurde er Pressechef der Vereinigung privater Lebensversicherer (VPL) in Bern.
Ab 1982 arbeitete Auderset in einer Bürogemeinschaft mit Erwin Bischof und Peter Schindler zusammen.
Er ist mit Werner Martignoni befreundet.